# Azillanet
Azillanet este o comună în departamentul Hérault din sudul Franței. În 2009 avea o populație de 415 de locuitori.

## Evoluția populației
| An        | 1975 | 1982 | 1990 | 1999 | 2006 | 2009 |
| --------- | ---- | ---- | ---- | ---- | ---- | ---- |
| Populație | 384  | 371  | 331  | 370  | 398  | 415  |